# Podvraće
Podvraće (en serbe cyrillique : Подвраће) est un village du centre du Monténégro, dans la municipalité de Danilovgrad.

## Démographie

### Évolution historique de la population
| 1948 | 1953 | 1961 | 1971 | 1981 | 1991 | 2003 |
| ---- | ---- | ---- | ---- | ---- | ---- | ---- |
| 70   | 89   | 49   | 59   | 40   | 25   | 26   |